# Partielle Integration
Die partielle Integration (teilweise Integration, Integration durch Teile, lat. integratio per partes), auch Produktintegration genannt, ist in der Integralrechnung eine Möglichkeit zur Berechnung bestimmter Integrale und zur Bestimmung von Stammfunktionen. Sie bildet das Gegenstück zur Produktregel der Differentialrechnung. Der Gaußsche Integralsatz aus der Vektoranalysis mit einigen seiner Spezialfälle ist eine Verallgemeinerung der partiellen Integration für Funktionen mehrerer Variablen.

## Aussage der partiellen Integration
Sind {\displaystyle f,\,g\colon [a,b]\to \mathbb {R} } zwei stetig differenzierbare Funktionen auf einem Intervall {\displaystyle [a,b]}, dann gilt
{\displaystyle {\begin{aligned}\int _{a}^{b}f'(x)\cdot g(x)\,\mathrm {d} x&={\Big [}f(x)\cdot g(x){\Big ]}_{a}^{b}-\int _{a}^{b}f(x)\cdot g'(x)\,\mathrm {d} x\\&=f(b)\cdot g(b)-f(a)\cdot g(a)-\int _{a}^{b}f(x)\cdot g'(x)\,\mathrm {d} x\,.\end{aligned}}}
Diese Regel wird partielle Integration genannt. Ihren Namen hat sie erhalten, weil bei ihrer Anwendung nur ein Teil des Integrals auf der linken Seite des Gleichheitszeichens bestimmt wird, nämlich {\displaystyle [f(x)\cdot g(x)]_{a}^{b}}, und der zweite Ausdruck, nämlich {\displaystyle \textstyle -\int _{a}^{b}f(x)\cdot g'(x)\,\mathrm {d} x}, noch ein Integral beinhaltet. Diese Regel ist daher dann sinnvoll anzuwenden, wenn eine Stammfunktion zu {\displaystyle f'} bekannt, beziehungsweise leicht zu berechnen ist, und wenn der Integralausdruck auf der rechten Seite einfacher zu berechnen ist.

## Beispiel
Als Beispiel wird das Integral
{\displaystyle \int _{0}^{1}x\cdot e^{x}\,\mathrm {d} x}
betrachtet, wobei {\displaystyle e^{x}} die natürliche Exponentialfunktion ist. Setzt man {\displaystyle f'(x)=e^{x}} und {\displaystyle g(x)=x}, so erhält man
{\displaystyle f(x)=e^{x}} und {\displaystyle g'(x)=1}.
Mit partieller Integration folgt dann
{\displaystyle {\begin{aligned}\int _{0}^{1}x\cdot e^{x}\,\mathrm {d} x&={\Big [}x\cdot e^{x}{\Big ]}_{0}^{1}-\int _{0}^{1}1\cdot e^{x}\,\mathrm {d} x\\&={\Big [}x\cdot e^{x}{\Big ]}_{0}^{1}-{\Big [}e^{x}{\Big ]}_{0}^{1}\\&=1.\end{aligned}}}
Weitere Beispiele sind im Abschnitt Unbestimmte Integrale und partielle Integration dieses Artikels zu finden. Im Unterschied zu diesem Beispiel werden dort nur unbestimmte Integrale berechnet. Das heißt, dass an den Integralen keine Grenzen stehen, die dann, wie hier im Beispiel geschehen, im letzten Schritt in die Funktion eingesetzt werden.

## Geschichte
Eine geometrische Form der Regel der partiellen Integration findet sich schon in Blaise Pascals Arbeit Traité des Trilignes Rectangles et de leurs Onglets (Abhandlung über Kurvendreiecke und ihre ‚adjungierten Körper‘), die 1658 als Teil der Lettres de A. Dettonville à M. Carcavy erschien. Da zu jener Zeit der Integralbegriff noch nicht entwickelt war, wurde diese Regel nicht mittels Integralen, sondern durch Summation von Infinitesimalen beschrieben.
Gottfried Wilhelm Leibniz, der zusammen mit Isaac Newton als der Erfinder der Differential- und Integralrechnung gilt, bewies die in moderner Notation lautende Aussage
{\displaystyle \int _{a}^{b}y(x)\,\mathrm {d} x={\frac {1}{2}}\left({\Big [}x\cdot y(x){\Big ]}_{a}^{b}+\int _{a}^{b}\left(y(x)-x\cdot y'(x)\right)\mathrm {d} x\right)\,.}
Sie ist ein Spezialfall der Regel zur partiellen Integration. Leibniz nannte diese Regel Transmutationstheorem und teilte sie Newton in seinem Brief mit, den er als Antwort auf die epistola prior, den ersten Brief Newtons, nach England schickte. Mithilfe dieses Theorems untersuchte Leibniz den Flächeninhalt eines Kreises und konnte die Formel
{\displaystyle {\frac {\pi }{4}}=1-{\frac {1}{3}}+{\frac {1}{5}}-{\frac {1}{7}}+{\frac {1}{9}}-\dotsb =\sum _{k=0}^{\infty }{\frac {(-1)^{k}}{2k+1}}}
beweisen. Sie wird heute Leibniz-Reihe genannt.

## Unbestimmte Integrale und partielle Integration
Die partielle Integration kann auch verwendet werden, um unbestimmte Integrale zu berechnen – also um Stammfunktionen zu bestimmen. Dazu werden in der Regel zur partiellen Integration die Integralgrenzen gestrichen, daher muss nun die Integrationskonstante addiert werden.

### Regel
Sind {\displaystyle f} und {\displaystyle g} zwei stetig differenzierbare Funktionen und ist eine Stammfunktion von {\displaystyle f\cdot g'} bekannt, dann kann mit der Regel zur partiellen Integration
{\displaystyle \int f'(x)\cdot g(x)\,\mathrm {d} x=f(x)\cdot g(x)-\int f(x)\cdot g'(x)\,\mathrm {d} x}
eine Stammfunktion zu {\displaystyle f'\cdot g} gefunden werden.

### Beispiele
In diesem Abschnitt wird an zwei Beispielen aufgezeigt, wie mit Hilfe der partiellen Integration eine Stammfunktion ermittelt wird. Im ersten Beispiel wird keine Stammfunktion bestimmt. Dieses Beispiel zeigt auf, dass beim Bestimmen einer Stammfunktion mit der partiellen Integration auch auf die Integrationskonstante geachtet werden muss. Im zweiten Beispiel wird die Stammfunktion des Logarithmus und im dritten Beispiel wird eine Stammfunktion zu einer gebrochenrationalen Funktion bestimmt.

#### Kehrwertfunktion
In diesem Beispiel wird das unbestimmte Integral von {\displaystyle {\tfrac {1}{x}}} betrachtet und partiell integriert. Obgleich nicht hilfreich zur konkreten Bestimmung der Stammfunktion von {\displaystyle {\tfrac {1}{x}}}, verdeutlicht es doch, dass schließlich noch die Integrationskonstante addiert werden muss. Es gilt
{\displaystyle {\begin{aligned}\int 1\cdot {\frac {1}{x}}\,\mathrm {d} x&=x\cdot {\frac {1}{x}}-\int x\cdot {\frac {-1}{x^{2}}}\,\mathrm {d} x\\&=1+\int x\cdot {\frac {1}{x^{2}}}\,\mathrm {d} x\\&=1+\int {\frac {1}{x}}\,\mathrm {d} x\,.\end{aligned}}}
Im Sinne unbestimmter Integrale ist diese Gleichung richtig, denn die Funktionen {\displaystyle \textstyle \int 1\cdot {\frac {1}{x}}\,\mathrm {d} x} und {\displaystyle \textstyle 1+\int {\frac {1}{x}}\,\mathrm {d} x} sind beide Stammfunktionen der Funktion {\displaystyle {\tfrac {1}{x}}}. Würde man diesen Ausdruck als bestimmtes Integral mit den Grenzen {\displaystyle 0<a<b} betrachten, so würde der mittlere (der integralfreie) Term wegfallen, denn es gilt
{\displaystyle \left[x\cdot {\frac {1}{x}}\right]_{a}^{b}={\frac {b}{b}}-{\frac {a}{a}}=0}.

#### Logarithmusfunktion
Steht nur ein Term im Integrand, auf dessen Stammfunktion ohne Tabellenwert nicht ohne weiteres zu schließen ist, kann man gelegentlich durch Einfügen des Faktors {\displaystyle 1} partiell integrieren. Dies funktioniert beispielsweise bei der Logarithmusfunktion {\displaystyle \ln }. Um eine Stammfunktion von {\displaystyle \ln } zu bestimmen, wird bei der partiellen Integration der Logarithmus differenziert und von der Eins-Funktion eine Stammfunktion gebildet. Es gilt also
{\displaystyle {\begin{aligned}\int \ln(x)\,\mathrm {d} x&=\int 1\cdot \ln(x)\,\mathrm {d} x\\&=x\cdot \ln(x)-\int x\cdot {1 \over x}\,\mathrm {d} x\\&=x\cdot \ln(x)-\int 1\,\mathrm {d} x\\&=x\cdot \ln(x)-x+C\,.\end{aligned}}}

#### Produkt von Sinus- und Kosinusfunktion
Manchmal kann man es sich zunutze machen, dass nach mehreren Schritten der partiellen Integration das ursprüngliche Integral auf der rechten Seite des Gleichheitszeichens wiederkehrt, welches man dann durch Äquivalenzumformung mit dem ursprünglichen Integral auf der linken Seite zusammenfassen kann.
Als Beispiel wird das unbestimmte Integral
{\displaystyle \int \sin(x)\cdot \cos(x)\,\mathrm {d} x}
berechnet. Mit {\displaystyle f(x)=\cos(x)} und {\displaystyle g'(x)=\sin(x)} ergibt sich
{\displaystyle f'(x)=-\sin(x)} und {\displaystyle g(x)=-\cos(x)}
und man erhält
{\displaystyle \int \sin(x)\cdot \cos(x)\,\mathrm {d} x=-\cos ^{2}(x)-\int \sin(x)\cdot \cos(x)\,\mathrm {d} x}.
Addiert man auf beiden Seiten der Gleichung das Ausgangsintegral, folgt
{\displaystyle 2\int \sin(x)\cdot \cos(x)\,\mathrm {d} x=-\cos ^{2}(x)} .
Wird nun auf beiden Seiten durch 2 dividiert, so ergibt sich
{\displaystyle \int \sin(x)\cdot \cos(x)\,\mathrm {d} x=-{\tfrac {1}{2}}\cos ^{2}(x)}
und man hat eine Stammfunktion gefunden. Alle Stammfunktionen sind daher von der Form
{\displaystyle \int \sin(x)\cdot \cos(x)\,\mathrm {d} x=-{\tfrac {1}{2}}\cos ^{2}(x)+C}.
Vertauscht man bei der partiellen Integration die Rollen von {\displaystyle f} und {\displaystyle g}, so erhält man auf analoge Weise
{\displaystyle \int \sin(x)\cdot \cos(x)\,\mathrm {d} x={\tfrac {1}{2}}\sin ^{2}(x)+C},
was man auch durch Einsetzen von {\displaystyle \cos ^{2}(x)=1-\sin ^{2}(x)} in die zuerst gefundene Formel erhält. Man kann daher mit gleicher Berechtigung sowohl {\displaystyle -{\tfrac {1}{2}}\cos ^{2}(x)} als auch {\displaystyle {\tfrac {1}{2}}\sin ^{2}(x)} als Stammfunktion angeben, beide unterscheiden sich nur durch eine Konstante.

#### Produkt von Polynom- und Exponentialfunktion
Bei manchen unbestimmten Integralen bietet es sich an, für {\displaystyle f'} einen Term zu wählen, der sich bei der Integration nicht oder nur unwesentlich verändert, beispielsweise die natürliche Exponentialfunktion oder die trigonometrischen Funktionen.
Als Beispiel wird das unbestimmte Integral
{\displaystyle \int e^{x}\cdot \left(2-x^{2}\right)\,\mathrm {d} x}
betrachtet. Setzt man bei jedem partiellen Integrationsschritt {\displaystyle f'(x)=e^{x}} und für {\displaystyle g} den übrigen Term unter dem Integral, so ergibt sich
{\displaystyle {\begin{aligned}\int e^{x}\cdot \left(2-x^{2}\right)\,\mathrm {d} x&=e^{x}\cdot \left(2-x^{2}\right)-\int e^{x}\cdot (-2x)\,\mathrm {d} x\\&=e^{x}\cdot \left(2-x^{2}\right)+e^{x}\cdot 2x-\int 2\cdot e^{x}\,\mathrm {d} x\\&=e^{x}\cdot \left(2-x^{2}\right)+e^{x}\cdot 2x-2\cdot e^{x}+C\\&=e^{x}\cdot \left(2-x^{2}+2x-2\right)+C\\&=e^{x}\cdot \left(2x-x^{2}\right)+C\,.\end{aligned}}}

## Beweis
Seien {\displaystyle f} und {\displaystyle g} zwei stetig differenzierbare Funktionen auf dem Intervall {\displaystyle [a,b]}. Nach der Produktregel der Differentialrechnung gilt
{\displaystyle (f\cdot g)'=f'\cdot g+f\cdot g',}
das heißt {\displaystyle f\cdot g} ist eine Stammfunktion der stetigen Funktion {\displaystyle f'\cdot g+f\cdot g'} auf {\displaystyle [a,b]}. Mit dem Hauptsatz der Differential- und Integralrechnung folgt
{\displaystyle \int _{a}^{b}\left[f'(x)\cdot g(x)+f(x)\cdot g'(x)\right]\,\mathrm {d} x={\Big [}f(x)\cdot g(x){\Big ]}_{a}^{b}.}
Mit der Linearität des Integrals erhält man hieraus
{\displaystyle \int _{a}^{b}f'(x)\cdot g(x)\,\mathrm {d} x+\int _{a}^{b}f(x)\cdot g'(x)\,\mathrm {d} x={\Big [}f(x)\cdot g(x){\Big ]}_{a}^{b},}
woraus die Regel der partiellen Integration durch Subtraktion des Integrals {\textstyle \int _{a}^{b}f(x)\cdot g'(x)\,\mathrm {d} x} auf beiden Seiten folgt.

## Partielle Integration mithilfe einer Tabelle (DI-Methode)
Möchte man unbestimmte Integrale mithilfe partieller Integration bestimmen, so kann man dafür mit einer Tabelle arbeiten. Dabei schreibt man in die linke Spalte die Ableitungen von {\displaystyle f} und in die rechte Spalte Stammfunktionen von {\displaystyle g}, bis eine der folgenden drei Bedingungen erfüllt ist:
1. Eine Ableitung ist Null,
2. das unbestimmte Integral einer Zeile (das Produkt der zugehörigen Zellen) ist bekannt oder
3. eine Zeile wiederholt sich.

### Fall 1: Eine Ableitung ist Null
Beispiel: {\displaystyle \int \cos(x)\cdot x^{2}\,\mathrm {d} x}
Da {\displaystyle \cos(x)} einfacher zu integrieren ist als {\displaystyle x^{2}}, wählen wir
{\displaystyle f=x^{2},\quad g=\cos(x)}.
Jetzt können wir die Tabelle aufstellen
| Vorzeichen | D (für Differenziation) | I (für Integration)      |
| ---------- | ----------------------- | ------------------------ |
| +          | {\displaystyle x^{2}}   | {\displaystyle \cos(x)}  |
| -          | {\displaystyle 2x}      | {\displaystyle \sin(x)}  |
| +          | {\displaystyle 2}       | {\displaystyle -\cos(x)} |
| -          | {\displaystyle 0}       | {\displaystyle -\sin(x)} |

Die vierte Zeile hat eine Null als Ableitung, d. h. wir können die Tabelle nach vier Zeilen beenden.                                      Um das unbestimmte Integral zu berechnen, müssen wir mit Beachtung der Vorzeichen die einzelnen Zellen diagonal multiplizieren
{\displaystyle \int \cos(x)\cdot x^{2}\,\mathrm {d} x=x^{2}\sin(x)+2x\cos(x)-2\sin(x)-\int 0\cdot (-\sin(x))\,\mathrm {d} x}
{\displaystyle =\sin(x)\,(x^{2}-2)+2x\cos(x)+C}

### Fall 2: Eine Zeile kann integriert werden
Beispiel: {\displaystyle \int 3x(\ln(x)-1)\cdot \left(x^{5}-4x^{4}\right)\,\mathrm {d} x}
In diesem Fall ist es einfacher, das Polynom zu integrieren, daher wählen wir
{\displaystyle f=3x(\ln(x)-1),\quad g=x^{5}-4x^{4}}
| Vorzeichen | D                              | I                                                         |
| ---------- | ------------------------------ | --------------------------------------------------------- |
| +          | {\displaystyle 3x(\ln(x)-1)}   | {\displaystyle x^{5}-4x^{4}}                              |
| -          | {\displaystyle 3\ln(x)}        | {\displaystyle {\frac {1}{6}}x^{6}-{\frac {4}{5}}x^{5}}   |
| +          | {\displaystyle {\frac {3}{x}}} | {\displaystyle {\frac {1}{42}}x^{7}-{\frac {2}{15}}x^{6}} |

Wir müssen wieder diagonal multiplizieren
{\displaystyle \int 3x(\ln(x)-1)\cdot \left(x^{5}-4x^{4}\right)\,\mathrm {d} x=\left({\frac {1}{2}}x^{7}-{\frac {12}{5}}x^{6}\right)\cdot (\ln(x)-1)-3\ln(x)\cdot \left({\frac {1}{42}}x^{7}-{\frac {2}{15}}x^{6}\right)+\int \left({\frac {1}{14}}x^{6}-{\frac {2}{5}}x^{5}\right)\,\mathrm {d} x}
Wir können eine Stammfunktion für den zu integrierenden Teil berechnen
{\displaystyle \int \left({\frac {1}{14}}x^{6}-{\frac {2}{5}}x^{5}\right)\,\mathrm {d} x={\frac {1}{98}}x^{7}-{\frac {1}{15}}x^{6}}
und das Ergebnis zusammenfassen
{\displaystyle \int 3x(\ln(x)-1)\cdot \left(x^{5}-4x^{4}\right)\,\mathrm {d} x=-{\frac {24}{49}}x^{7}+{\frac {7}{3}}x^{6}+\ln(x)\cdot \left({\frac {3}{7}}x^{7}-2x^{6}\right)+C}

### Fall 3: Eine Zeile wiederholt sich
Beispiel: {\displaystyle \int e^{-x}\cdot \cos(x)\,\mathrm {d} x}
Wir wählen
{\displaystyle f=\cos(x),\quad g=e^{-x}}
| Vorzeichen | D                        | I                       |
| ---------- | ------------------------ | ----------------------- |
| +          | {\displaystyle \cos(x)}  | {\displaystyle e^{-x}}  |
| -          | {\displaystyle -\sin(x)} | {\displaystyle -e^{-x}} |
| +          | {\displaystyle -\cos(x)} | {\displaystyle e^{-x}}  |

Die dritte Zeile entspricht im Wesentlichen der ersten Zeile, bloß dass in der Spalte D ein anderes Vorzeichen steht.
Wir müssen eine Gleichung aufstellen
{\displaystyle \int e^{-x}\cdot \cos(x)\,\mathrm {d} x=-e^{-x}\cdot \cos(x)+e^{-x}\sin(x)-\int e^{-x}\cdot \cos(x)\,\mathrm {d} x}
und nach {\displaystyle \int e^{-x}\cdot \cos(x)\,\,dx} umstellen
{\displaystyle \int e^{-x}\cdot \cos(x)\,\mathrm {d} x={\frac {e^{-x}}{2}}\cdot (\sin(x)-\cos(x))}.

### Partielle Integration mit nur einer Funktion (Fall 2)
Beispiel: {\displaystyle \int \ln(x)\,\mathrm {d} x}
Wir wählen
{\displaystyle f=\ln(x)}, {\displaystyle g=1}
| Vorzeichen | D                              | I                 |
| ---------- | ------------------------------ | ----------------- |
| +          | {\displaystyle \ln(x)}         | {\displaystyle 1} |
| -          | {\displaystyle {\frac {1}{x}}} | {\displaystyle x} |

Die zweite Zeile lässt sich hier gemäß Fall 2 integrieren und wir können berechnen
{\displaystyle \int \ln(x)\,\mathrm {d} x=x\cdot \ln(x)-\int 1\,\mathrm {d} x=x\cdot \ln(x)-x}.

### Summendarstellung
Verschwindet die {\displaystyle (n+1)}-te Ableitung einer Funktion {\displaystyle f}, d. h. {\displaystyle f} ist ein Polynom vom Grad {\displaystyle n}, so lässt sich die wiederholte partielle Integration, bzw. die DI-Methode wie folgt schreiben:
{\displaystyle \int _{a}^{b}f(x)g(x)\,\mathrm {d} x=\sum _{k=0}^{n}(-1)^{k}\left[f^{(k)}(x)\cdot \,^{(k+1)}\!g(x)\right]_{a}^{b}},
wobei {\displaystyle \,^{(k+1)}\!g} eine {\displaystyle (k+1)}-te Stammfunktion von {\displaystyle g} bezeichnet.
Beispiel:
{\displaystyle \int _{0}^{\infty }x^{n}e^{-ax}\,\mathrm {d} x=\sum _{k=0}^{n}(-1)^{k}\left[{\frac {n!}{(n-k)!}}x^{n-k}\cdot {\frac {1}{(-a)^{k+1}}}e^{-ax}\right]_{0}^{\infty }}
Das Integral verschwindet im Unendlichen, und bei 0 nur im Fall {\displaystyle n-k=0} nicht:
{\displaystyle =\sum _{k=0}^{n}(-1)^{k}\left[-{\frac {n!}{(n-k)!}}\cdot \delta _{nk}\cdot {\frac {1}{(-a)^{k+1}}}\right]=-(-1)^{n}\cdot {\frac {n!}{(n-n)!}}\cdot {\frac {1}{(-a)^{n+1}}}={\frac {n!}{a^{n+1}}}}

## Partielle Integration bei uneigentlichen Integralen
Die Regel der partiellen Integration lässt sich unter bestimmten Voraussetzungen auf Integrationsbereiche mit kritischer Grenze übertragen: Seien {\displaystyle -\infty <a<b\leq \infty } und {\displaystyle f,g} stetig differenzierbare Funktionen auf {\displaystyle [a,b[} und der Grenzwert {\textstyle \lim _{x\nearrow b}f(x)g(x)} existiere. Konvergiert das (ggf. uneigentliche) Integral {\textstyle \int _{a}^{b}f(x)g'(x)\,\mathrm {d} x}, so auch {\textstyle \int _{a}^{b}f'(x)g(x)\,\mathrm {d} x} und es gilt
{\displaystyle \int _{a}^{b}f'(x)g(x)\,\mathrm {d} x=\lim _{x\nearrow b}f(x)g(x)-f(a)g(a)-\int _{a}^{b}f(x)g'(x)\,\mathrm {d} x.}
Mit der abkürzenden Schreibweise {\displaystyle {\Big [}f(x)g(x){\Big ]}_{a}^{b}:=\lim _{x\nearrow b}f(x)g(x)-f(a)g(a)} liest sich dies in der gewohnten Form als
{\displaystyle \int _{a}^{b}f'(x)g(x)\,\mathrm {d} x={\Big [}f(x)g(x){\Big ]}_{a}^{b}-\int _{a}^{b}f(x)g'(x)\,\mathrm {d} x.}
Eine entsprechende Aussage gilt, falls der linke Randpunkt des Integrationsintervalls eine kritische Stelle darstellt.
Für die praktischen Auswertung von uneigentlichen Integralen genügt jedoch die „gewöhnliche“ partielle Integration: Diese wird zuerst für die Integration auf einem kompakten Intervall {\displaystyle [a,\beta ]} durchgeführt, was im Regelfall einen von {\displaystyle \beta } abhängigen Term liefert, und im Anschluss wird der Grenzübergang {\displaystyle \beta \to b} vollzogen.

### Beispiel
Als Beispiel wird
{\displaystyle \int _{0}^{\infty }x\cdot e^{-x}\,\mathrm {d} x}
betrachtet. Setzt man {\displaystyle f'(x)=e^{-x}} und {\displaystyle g(x)=x}, so sind {\displaystyle f} und {\displaystyle g} stetig differenzierbare Funktionen auf {\displaystyle [0,\infty )} und es ist {\textstyle \lim _{x\to \infty }x\cdot e^{-x}=0.} Mit der Regel der partiellen Integration folgt
{\displaystyle \int _{0}^{\infty }x\cdot e^{-x}\,\mathrm {d} x=\int _{0}^{\infty }e^{-x}\,\mathrm {d} x=1.}
Alternativ kann zuerst das Integral {\textstyle \int _{0}^{b}x\cdot e^{-x}\,\mathrm {d} x} ausgewertet und dann der Grenzübergang {\displaystyle b\to \infty } vollzogen werden.

## Mehrdimensionale partielle Integration
Die partielle Integration in mehreren Dimensionen ist ein Sonderfall des Gaußschen Integralsatzes:
Sei {\displaystyle \Omega \subset \mathbb {R} ^{n}} kompakt mit abschnittsweise glattem Rand {\displaystyle \partial \Omega }. Der Rand sei orientiert durch ein äußeres Normalen-Einheitsfeld {\displaystyle {\vec {n}}}. Sei ferner {\displaystyle {\vec {v}}} ein stetig differenzierbares Vektorfeld auf einer offenen Umgebung von {\displaystyle \Omega } und {\displaystyle \varphi } ein stetig differenzierbares Skalarfeld auf {\displaystyle \Omega }. Dann gilt
{\displaystyle \int _{\Omega }\operatorname {div} (\varphi {\vec {v}})\;\mathrm {d} V=\int _{\Omega }(\varphi \,\operatorname {div} \,{\vec {v}}+{\vec {v}}\cdot \operatorname {grad} \,\varphi )\;\mathrm {d} V=\int _{\partial \Omega }\varphi \,{\vec {v}}\cdot \mathrm {d} {\vec {S}}}
mit der Abkürzung {\displaystyle \mathrm {d} {\vec {S}}={\vec {n}}\;\mathrm {d} S}. Dann folgt die Verallgemeinerung der partiellen Integration in mehreren Dimensionen
{\displaystyle \int _{\Omega }\varphi \,\operatorname {div} \,{\vec {v}}\;\mathrm {d} V=\oint _{\partial \Omega }\varphi \,{\vec {v}}\cdot \mathrm {d} {\vec {S}}-\int _{\Omega }{\vec {v}}\cdot \operatorname {grad} \,\varphi \;\mathrm {d} V}.

## Regel der partiellen Integration für Stieltjesintegrale
Es seien {\displaystyle g} und {\displaystyle f} zwei Funktionen von finiter Variation, dann gilt
{\displaystyle f(t)g(t)-f(0)g(0)=\int _{0}^{t}f(s)\;\mathrm {d} g(s)+\int _{0}^{t}g(s-)\;\mathrm {d} f(s)}
bzw. anders geschrieben
{\displaystyle f(t)g(t)-f(0)g(0)=\int _{0}^{t}f(s-)\;\mathrm {d} g(s)+\int _{0}^{t}g(s-)\;\mathrm {d} f(s)+\sum _{0<s\leq t}\Delta f(s)g(s)}.

## Schwache Ableitung
In der Theorie der partiellen Differentialgleichungen wurde mittels der Methode der partiellen Integration eine Verallgemeinerung der Ableitung einer differenzierbaren Funktion gefunden.
Betrachtet man eine auf einem offenen Intervall {\displaystyle I={]a,b[}} (klassisch) differenzierbare Funktion {\displaystyle f\colon I\to \mathbb {R} } und eine beliebig oft differenzierbare Funktion {\displaystyle \varphi \in C_{c}^{\infty }(I)} mit kompaktem Träger in {\displaystyle I}, dann gilt
{\displaystyle \int _{I}f^{\prime }(t)\varphi (t)\,\mathrm {d} t=-\int _{I}f(t)\varphi ^{\prime }(t)\,\mathrm {d} t}.
Hierbei wurde die partielle Integration eingesetzt. Der Randterm, also der Term ohne Integral, fehlt, da die Funktion {\displaystyle \varphi } eben einen kompakten Träger hat und daher {\displaystyle \varphi (a)=0} und {\displaystyle \varphi (b)=0} gilt.
Wird die Funktion {\displaystyle f} nun als eine {\displaystyle L^{2}}-Funktion gewählt, dann kann, selbst wenn {\displaystyle f} nicht differenzierbar ist (genauer: keinen differenzierbaren Vertreter in der Äquivalenzklasse besitzt), eine Funktion {\displaystyle g\in L^{2}(I)} existieren, die die Gleichung
{\displaystyle \int _{I}g(t)\varphi (t)\,\mathrm {d} t=-\int _{I}f(t)\varphi ^{\prime }(t)\,\mathrm {d} t}
für jede Funktion {\displaystyle \varphi \in C_{c}^{\infty }(I)} erfüllt. Eine solche Funktion {\displaystyle g} heißt schwache Ableitung von {\displaystyle f}. Die so entstehende Menge von schwach differenzierbaren {\displaystyle L^{2}}-Funktionen ist ein Vektorraum und er gehört zur Klasse der Sobolev-Räume. Die glatten Funktionen mit kompaktem Träger, deren Vektorraum mit {\displaystyle C_{c}^{\infty }(I)} bezeichnet wird, heißen Testfunktionen.
Existiert jedoch keine Funktion {\displaystyle g\in L^{2}(I)} mit der geforderten Bedingung, so kann immer eine Distribution {\displaystyle g} gefunden werden, so dass obige Bedingung im Distributionensinn erfüllt ist. Dann heißt {\displaystyle g} die Distributionenableitung von {\displaystyle f}.